# Norembergue
Ne doit pas être confondu avec Nuremberg.

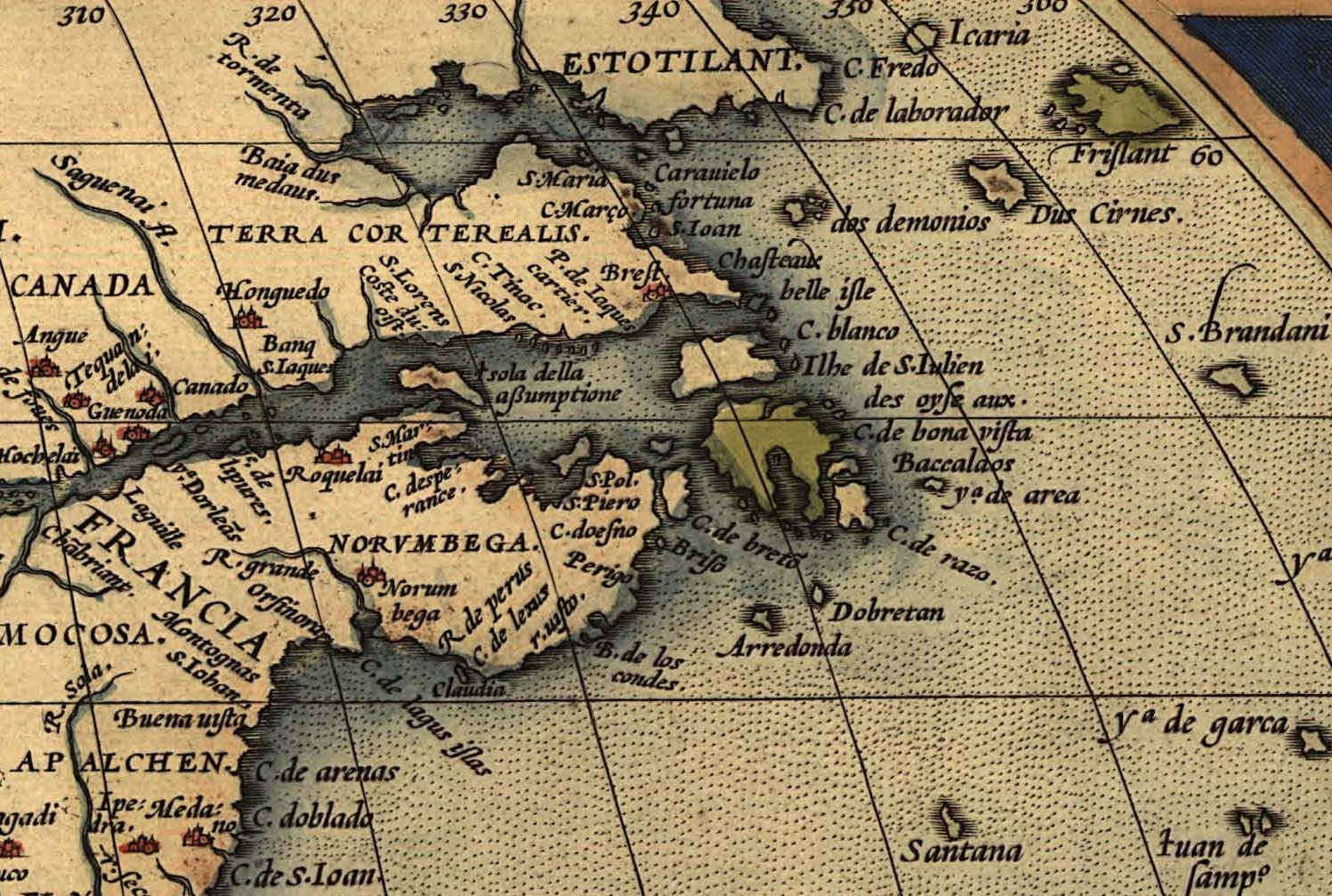
Carte du Maine sur lAtlas d'Abraham Ortelius (1570) montrant la localisation supposée du Pays de Norembergue (Norvmbega) parmi divers toponymes aujourd'hui inusités et quelques îles fantômes.

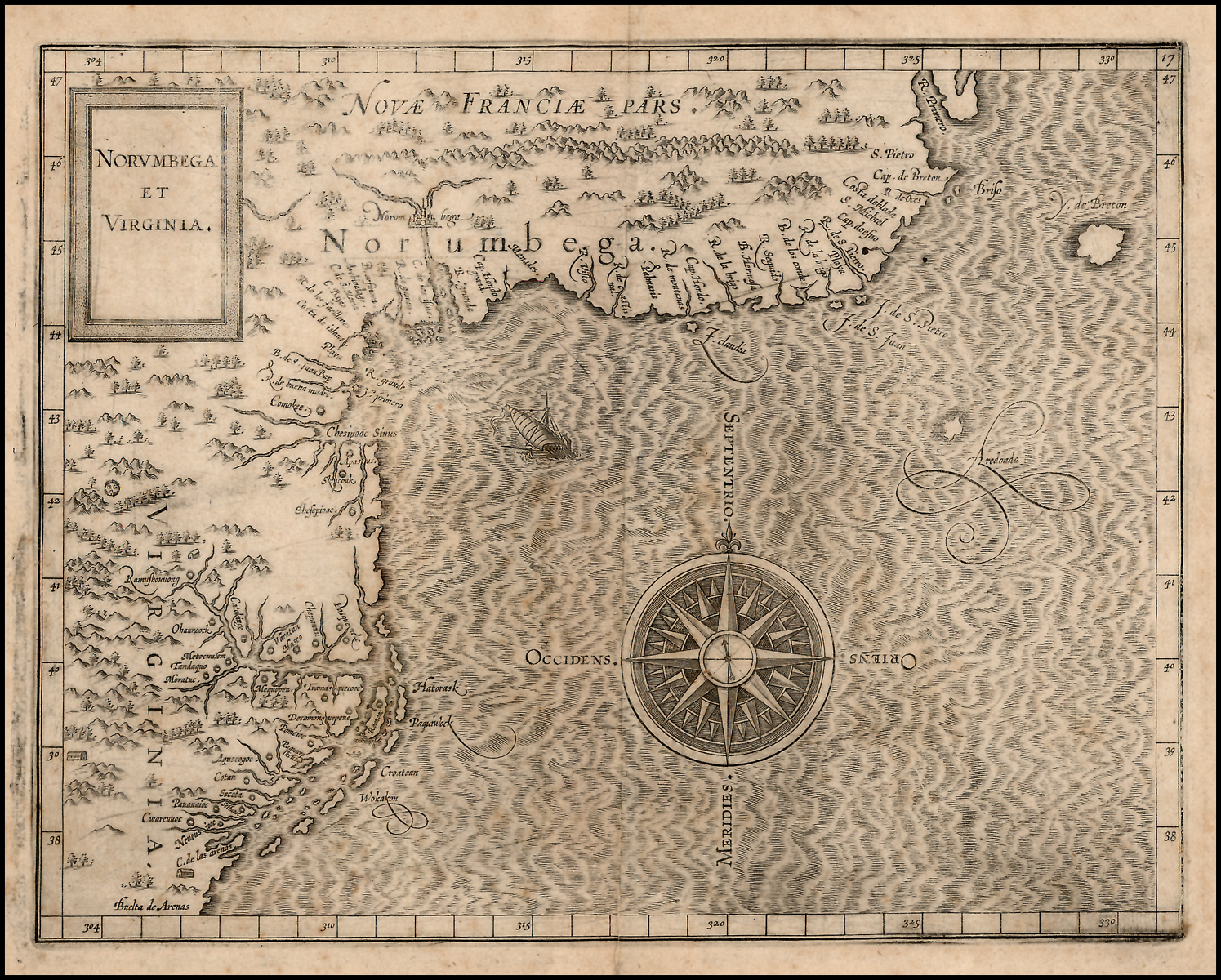
Carte indiquant le Nurembega et la Virginia, réalisée par Cornelius van Wytfliet (1597-1607).

Le pays de Norembergue (en latin Norumbega ou Nurumbega) est un comptoir imaginaire du nord-est de la côte d'Amérique du Nord, dont l'évocation est depuis la fin du XIXe siècle intimement liée aux récits de voyage des Vikings au Vinland au XIe siècle ou encore de moines irlandais dans le pays inconnu de la Grande-Irlande au XIIIe siècle, ces derniers ayant gardé en mémoire, le voyage de Saint-Brandan au VIe siècle. Comme le pays de Cathay, c'est une région semi-légendaire dont le nom masquait les lacunes géographiques des Anciens, mais qui reposait sur des récits de voyages et d'expéditions antérieures dans la mémoire collective des navigateurs de l'époque médiévale et de la Renaissance.

## Étymologie
Norembergue ou Norumbega est un terme qui associe deux mots du vieux norrois : Nóregr qui a donné le nom de la Norvège, et berg qui signifie montagnes ou roches dans les langues scandinaves et plus généralement dans les langues germaniques.

## Description et localisation
Ce nom apparaissait souvent sur les premières cartes d'Amérique du Nord, au sud de l'Acadie à peu près à l'emplacement de l'actuelle Nouvelle-Angleterre. On désignait par « Norumbega » une grande et opulente cité indienne, et par extension toute la région alentour. 

### Verrazzano
Sur la carte de l'Amérique du Nord dressée en 1529 par Girolamo da Verrazzano, le pays de Norembergue apparaît avec la graphie Oranbega, un mot qui dériverait du dialecte Abénaquis de Nouvelle-Angleterre, souvent traduit comme « havre entre les rapides » ou « eau dormante ».

### Jean Alphonse
Une des plus anciennes mentions de ce nom apparaît sous la plume du pilote Jean Alphonse (1559) lorsque ce dernier rapporte qu'il a accosté quelque part au sud de Terre-Neuve, à l'embouchure d'un grand fleuve : 
« En la mer de ce cap en l'Est-sudest, y ha trois ou quatre isles, & d'elles sort un banch, qui va au Nortest & Sudoest, une partie à Oest-sudoest, plus de huit-cents lieues, & passe bien quatre-vingts lieues de la terre neufve, & de la terre des Bretons trente ou quarante lieues. Et d'icy va tout au long de la coste iusques à la rivière de Norembergue, qui est nouvellement descouverte par les Portugalois et Hespagnolz... Passé l'île de Saint Jehan, tourne la coste à l'Oest & Oest-sudoest, jusques à la riviere de Norembergue nouvellement descouverte, qui est à trente degrez. Aucuns disent qu'il y ha passage, mais on ne le sçait encor' au vray, car la mer n'ha pas esté toute descouverte. Ceste riviere ha en son entree beaucoup d'isles, banchs et roches. Au-dedans bien quinze ou vingt lieues est bastie une grande ville, où les gens sont petis et noirastres, comme ceux des Indes, & sont vestus de peaux, dont ilz ont grande habondance, & de toutes sortes. En ceste riviere vient mourir le banch de Terre-neufve. Passé ceste riviere, tourne la coste à l'oest & Oest-nortoest plus de deux cent cinquante lieues, qui ha beaucoup d'isles, & est bien saine, & dit lon qu'il y ha de bons ports, comme ceux de Norembergues. »
Jean Alphonse indique ainsi que «Le fleuve est de plus de 40 lieues de large à son entrée, et conserve sa largeur de trente ou quarante lieues. Il est plein d'îles, qui s'étendent sur environ dix ou douze lieues dans la mer.. ...À Quinze lieues dans cette rivière il y a une ville appelée Norombega, avec les habitants intelligents, qui font le commerce de fourrures de toutes sortes;... les gens sont habillés en ville de fourrures, portant zibeline ... Les gens utilisent beaucoup de mots qui sonnent comme le latin. Ils adorent le soleil. Ils sont petits, la peau noirâtre et beaux dans la forme. La terre de Norombega est grande et très bien situé».

### Le projet d'Humphrey Gilbert
En 1583, alors que les privilèges royaux que lui avait accordés la couronne pour six ans venaient à expiration, Humphrey Gilbert parvint à mobiliser des fonds suffisants afin de coloniser 9 millions d'hectares (36 000 km ²) autour de la rivière Norembergue (« cette région se trouvait dans le voisinage de la rivière Norumbega et de la baie des Cinq-Îles »). Les catholiques anglais, contraints par décret de s'exiler, préféraient encore braver l'inconnu outre-mer que de tenter leur chance dans une Europe continentale instable et hostile.  Ainsi, la perspective d'une aventure américaine, dans laquelle Gilbert leur faisait miroiter la fortune, parvint-elle à en allécher un grand nombre. 
Pourtant la levée de fonds auprès des catholiques fut un échec, non seulement parce que le Conseil Privé (Privy Council) de la couronne exigeait que les « papistes » payent préalablement l'amende qui leur était infligée pour leurs croyances, mais aussi parce que le clergé catholique, stipendié par les agents de l'Espagne, les dissuadait d'interférer, par leurs investissements, avec les intérêts des Habsbourg en Floride.

### Champlain

Cette carte sur vélin de style portulan a été établie par Champlain lui-même en 1607, afin de la présenter au roi de France. La carte de Nouvelle-France établit la première délimitation approfondie de ce qui deviendra la Nouvelle-Angleterre et les côtes atlantiques du Canada. On y repère Norembègue.

À l'été 1604, Samuel de Champlain longe les côtes du Maine et tente de localiser « Norembegue » :
« De la riviere de Saincte-Croix continuant le long de la coste faisant environ 25 lieues, passasmes par une grande quantité d'isles, bancs, battures & rochers, qui jettent plus de quatre lieues à la mer par endroits, que je nommai les Isles Rangées... & passai proche d'une isle qui contient environ 4 ou 5 lieues de long. (...) Je l'ay nommée l'isle des Monts-Deserts. La hauteur est par 44 degrez et demi de lattitude. Les sauvages de ce lieu ayant fait alliance avec nous, ils nous guiderent en leur riviere de Pemetegoit, ainsi d'eux appellée, où ils nous dirent que leur Capitaine, nommé Bessabez, estoit chef d'icelle. Je croy que ceste riviere est celle que plusieurs Pilotes & Historiens appellent Norembegue, & que la plus-part ont escrit estre grande et spacieuse, avec quantité d'isles, et son entrée par la hauteur de 43 degrez & 3/4 & demy, & d'autres par les 44 degrez, plus ou moins de latitude. »

### Plus récemment
Ce nom évoquait une antiquité poétique qui faisait défaut à la Nouvelle-Angleterre : en 1886, Joseph Barker Stearns (en), l'inventeur du télégraphe duplex, fit édifier un « Château de Norumbega » (en) qui existe toujours à Camden, Maine. À la fin du XIXe siècle, Eben Norton Horsford tenta de mettre en rapport le nom et la légende de Norumbega avec les sites archéologiques amérindiens et même les camps Vikings. On trouve une abondante littérature sur ce thème, mais peu de faits. L'Encyclopedia Britannica (éd. de 1911) voyait dans Bangor (Maine) le site originel de Norumbega, invoquant à l'appui l'autorité de « certains savants ». La question est retombée dans l'oubli ces dernières années, et Norumbega est considéré comme un pays mythique.

## Anecdotes
- Dans le jeu en réseau City of Heroes, Oranbega est le nom d'une ancienne cité construite par les premiers membres du Cercle des épines. Ce qui a l'apparence d'un amas de ruines est en fait la résidence des fantômes du Cercle. Les missions impliquant le Cercle des épines ont très souvent pour théâtre Oranbega.

## Pour en savoir plus
- Jacques Cartier, Discours du voyage fait par le capitaine Jacques Cartier aux terres-neufves de Canadas, Norembergue, Hochelage, Labrador, et pays adjacens, dites Nouvelle France, avec particulières mœurs, langage, et cérémonies des habitants d'icelle, Paris, imprimerie de R. du Petit-Val, 1598.
- Paul Gaffarel, Le Vinland et la Norombega, Dijon, Darantière, 1890.
- DeCosta, B.F. 1890. Ancient Norumbega, or the voyages of Simon Ferdinando and John Walker to the Penobscot River, 1579-1580. Joel Munsell's Sons, Albany, NY
- R. H. Ramsay, No Longer on the Map, 1972.
- Baker, Emerson W., Churchill, Edwin A., D'Abate, Richard S., Jones, Kristine L., Konrad, Victor A. and Prins, Harald E.L., editors, 1994. American beginnings: Exploration, culture, and cartography in the land of Norumbega (University of Nebraska Press)
- Diamond, Sigmund. (April 1951). "Norumbega: New England xanadu" in The American Neptune vol. 11. pp. 95-107.
- 1941 edition of the Columbia Encyclopedia
- Eugène Beauvois, La Norambègue [sic] : découverte d'une quatrième colonie précolombienne dans le Nouveau Monde, Bruxelles : F. Hayez, 1880.